# La Chapelle-du-Mont-du-Chat
La Chapelle-du-Mont-du-Chat ist eine französische Gemeinde mit 267 Einwohnern (Stand 1. Januar 2022) im Département Savoie in der Region Auvergne-Rhône-Alpes. Die Gemeinde gehört zum Arrondissement Chambéry und zum Kanton La Motte-Servolex. Die Bewohner werden Monchatons und Monchatonnes genannt.

## Geographie
La Chapelle-du-Mont-du-Chat liegt auf 600 m, etwa 17 Kilometer nordnordwestlich der Stadt Chambéry (Luftlinie). Das Dorf erstreckt sich im Nordwesten des Département Savoie, an aussichtsreicher Lage auf einer Geländeterrasse fast 400 m über dem Seespiegel des Lac du Bourget, etwa gegenüber von Aix-les-Bains, am Osthang des Mont de la Charvaz.
Die Fläche des 7,08 km² großen Gemeindegebiets (ohne Seeanteil) umfasst einen Abschnitt am Westufer des Lac du Bourget. Die Seeuferlinie ist rund sechs Kilometer lang, wobei die Uferpartien über weite Strecken sehr steil in den See abfallen und nur an wenigen Orten zugänglich sind. Vom Seeufer erstreckt sich das Gemeindeareal westwärts über den Steilhang und die schmale aber langgestreckte Terrasse von La Chapelle-du-Mont-du-Chat bis auf den angrenzenden bewaldeten Höhenrücken des Mont de la Charvaz, auf dem mit 1005 m die höchste Erhebung der Gemeinde erreicht wird. Im Süden liegt die Abgrenzung im Bereich des Passübergangs Col du Chat.
Zu La Chapelle-du-Mont-du-Chat gehören neben dem eigentlichen Ortskern auch mehrere Weilersiedlungen und Gehöfte, darunter (von Norden nach Süden, alle auf der Terrasse gelegen): 
- Petit Villard (520 m)
- Le Grand Villard (590 m)
- Gratteloup (640 m)
- Hameau du Col du Chat (600 m)

Nachbargemeinden von La Chapelle-du-Mont-du-Chat sind Ontex und Saint-Pierre-de-Curtille im Norden, Brison-Saint-Innocent und Aix-les-Bains im Osten, Tresserve im Südosten, Bourdeau im Süden sowie Saint-Jean-de-Chevelu und Billième im Westen.

## Geschichte

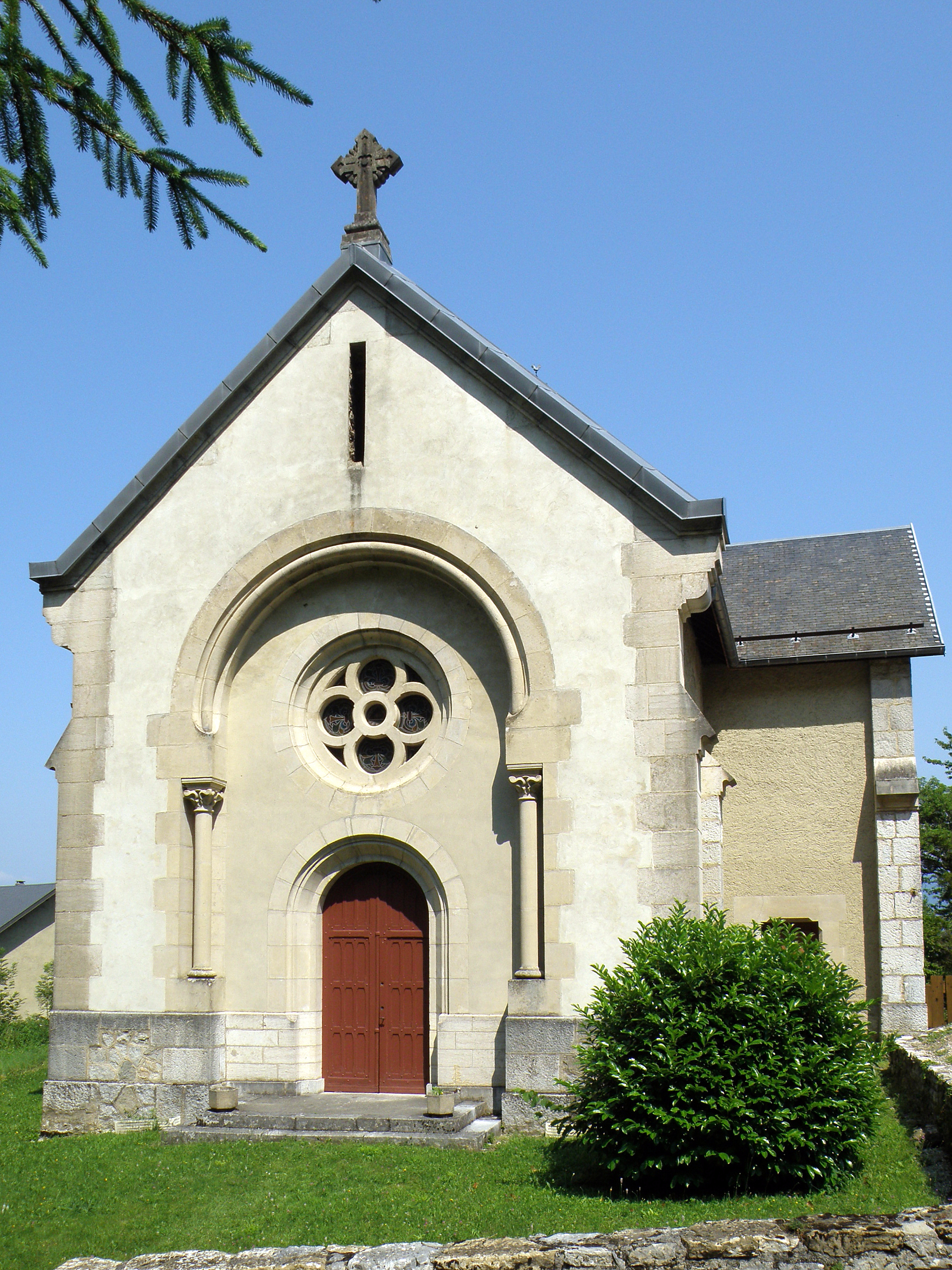
Pfarrkirche Saint-Antoine

Das Gemeindegebiet von La Chapelle-du-Mont-du-Chat war schon sehr früh besiedelt, denn hier wurden Keramikfragmente aus der Zeit der Allobroger und römische Münzen gefunden. Im Spätmittelalter trug die Ortschaft den Namen Mont-du-Chat und La Chapelle-Mont-du-Chat.

## Sehenswürdigkeiten
Die heutige Dorfkirche Saint-Antoine wurde im 19. Jahrhundert erbaut. Auf einer Anhöhe hoch über dem See steht die Votivkapelle Notre-Dame de l’Étoile (19. Jahrhundert) an der Stelle der ehemaligen Pfarrkirche. Im Dorf sind alte Häuser im typischen savoyischen Baustil erhalten.

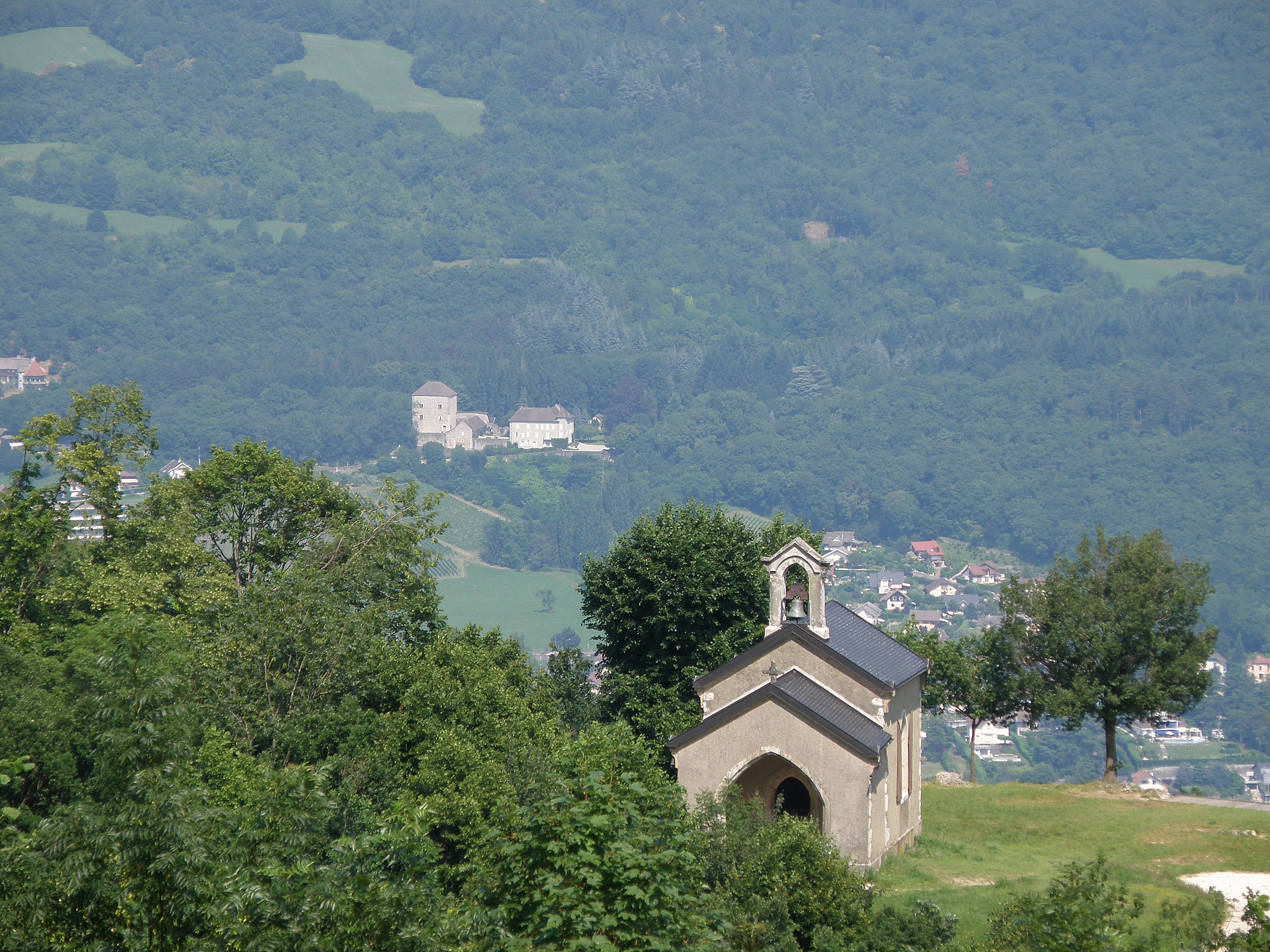
Die Kapelle Notre-Dame-de-l’Étoile

## Bevölkerung
| Jahr                       | 1962 | 1968 | 1975 | 1982 | 1990 | 1999 | 2006 | 2020 |
| Einwohner                  | 66   | 65   | 61   | 58   | 71   | 134  | 225  | 260  |
| Quellen: Cassini und INSEE |      |      |      |      |      |      |      |      |

Mit 267 Einwohnern (Stand 1. Januar 2022) gehört La Chapelle-du-Mont-du-Chat zu den kleinen Gemeinden des Département Savoie. Nachdem die Einwohnerzahl in der ersten Hälfte des 20. Jahrhunderts stark rückläufig war, wurde seit Mitte der 1990er Jahre dank der schönen Wohnlage eine deutliche Bevölkerungszunahme verzeichnet.

## Wirtschaft und Infrastruktur
La Chapelle-du-Mont-du-Chat war bis weit ins 20. Jahrhundert hinein ein vorwiegend durch die Landwirtschaft geprägtes Dorf. Daneben gibt es heute einige Betriebe des lokalen Kleingewerbes. Mittlerweile hat sich das Dorf zu einer Wohngemeinde gewandelt. Viele Erwerbstätige sind Wegpendler, die hauptsächlich im Raum Aix-les-Bains und Chambéry ihrer Arbeit nachgehen.
Die Ortschaft liegt abseits der größeren Durchgangsstraßen an einer Departementsstraße, die von Le Bourget-du-Lac nach Saint-Pierre-de-Curtille führt. Eine weitere Straßenverbindung besteht über den Col du Chat mit Yenne. Der nächste Anschluss an die Autobahn A41 befindet sich in einer Entfernung von rund 15 Kilometer.